# Neolamprologus helianthus
Neolamprologus helianthus är en fiskart som beskrevs av Büscher, 1997. Neolamprologus helianthus ingår i släktet Neolamprologus och familjen Cichlidae. Inga underarter finns listade i Catalogue of Life.